# Lynchius flavomaculatus
Lynchius flavomaculatus is een kikker uit de familie Craugastoridae.
De soort werd voor het eerst wetenschappelijk beschreven door Hampton Wildman Parker in 1938. Oorspronkelijk werd de wetenschappelijke naam Eleutherodactylus flavomaculatus gebruikt en later werd de soort in de geslachten Niceforonia en Phrynopus ingedeeld. De soortaanduiding flavomaculatus slaat op de lichaamskleur en is afgeleid van flavus, 'geel' en maculatus, 'gevlekt'.
Lynchius flavomaculatus komt voor in delen van Zuid-Amerika en leeft in het zuiden van Ecuador en het noorden van Peru.